# Hyperolius pseudargus
Hyperolius pseudargus es una especie de anfibios de la familia Hyperoliidae.
Es endémica de Tanzania.
Su hábitat natural incluye praderas tropicales o subtropicales a gran altitud, pantanos, marismas de agua dulce, corrientes intermitentes de agua dulce, tierra arable, pastos, jardines rurales, zonas previamente boscosas ahora degradadas y estanques.